# HD46771
HD46771 — хімічно пекулярна зоря спектрального класу B9, що має видиму зоряну величину в смузі V приблизно  8,8.
Вона  розташована на відстані близько 1101,9 світлових років від Сонця.

## Пекулярний хімічний вміст
Зоряна атмосфера HD46771 має підвищений вміст 
Si
.